# 井上徳三郎
井上 徳三郎（いのうえ とくさぶろう、1868年（明治元年）6月1日 - 1936年（昭和11年）12月1日）は、尾張国名古屋城下の八百屋町（現在の愛知県名古屋市中区）出身の実業家である。豊田市の豊田市民芸館敷地内には、井上家の迎賓館などとして使用されていた旧井上家住宅西洋館がある。

## 経歴

### 青年期

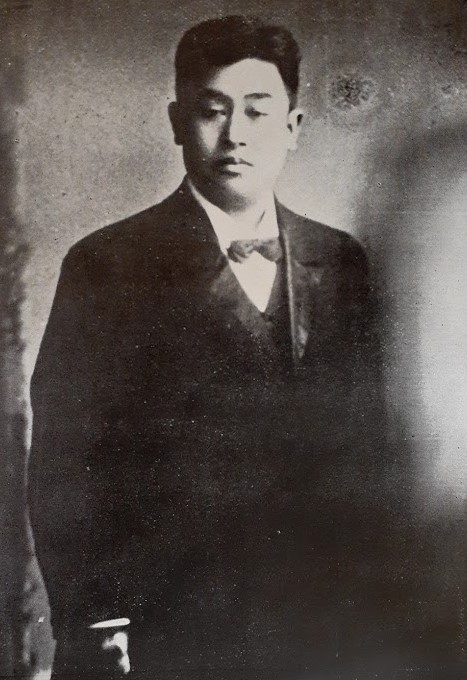
若い頃の井上徳三郎

生年月日は1868年（明治元年）6月1日とされる場合もあり、1867年（慶応3年）とされる場合もある。尾張国名古屋城下の八百屋町（現在の愛知県名古屋市中区栄二丁目）に生まれた。商家の三男である。
書道は尾張藩の藩校明倫堂の儒学者だった増田春棋に師事した。歌道は植松有園の高弟である三輪経年に師事した。茶道は村瀬元中に師事し、青年期には京都の裏千家の家元である千宗室の門に入った。茶道に関する造詣が深く、後には井上農場の事務所敷地内に石川丈山の茶席を保存している。
1890年（明治23年）3月、名古屋に関戸銀行が創業した際に入社して為替係主事を務めた。1896年（明治29年）11月に関戸銀行を退社した。1896年（明治29年）12月には両替商に手を付け、1906年（明治39年）10月に廃業するまで両替商を続けた。日露戦争後の好景気によって巨万の富を得た。元名古屋市長の青山朗とともに朝鮮半島に農場を開く計画もあった。

### 井上農場の経営

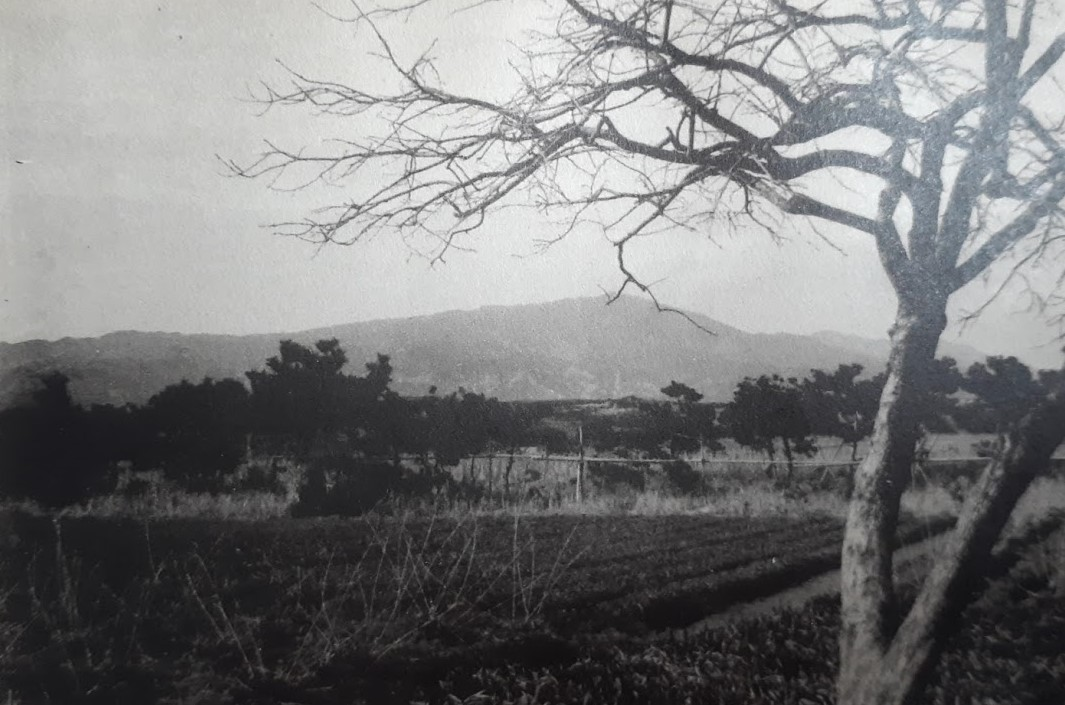
井上農場と猿投山

両替商で上げた利益を元に、1911年（明治44年）11月には西加茂郡猿投村大字四郷字東山（現在の豊田市井上町）の山林を130町歩（130ヘクタール）購入した。西加茂郡長の井深基に開墾について意見を聞いた際には、「あなたのような商人の素人のやる仕事ではない。開こんする金があったら、山へでもすてた方がましだろう」と冷たくあしらわれている。
元愛知県立農林学校長の山崎延吉にも意見を聞くと、愛知県立農林学校教頭であり金山揚水に携わっていた内藤乾蔵を紹介された。猿投村を実地調査した内藤が潜在性に言及したことで、1912年（大正元年）10月7日に井上農場を設立して開墾に着手し。農家6戸30人で開墾を開始した。
全国で米騒動が起こった1918年（大正7年）頃、井上農場には27戸130人の農家がおり、井上農場の農地はほとんど畑地だった。農家の食糧は農場主である井上が提供しており、米騒動が収まる頃にはほぼ自給自足が可能となった。1925年（大正14年）には農家数が32戸となり、井上農場には日本各地から農業会員や農業学校職員などの視察者が訪れるようになった。主な視察者としてはいずれも東京帝国大学教授の農学博士である横井時敬、沢村真、上野英三郎、稲垣乙丙の4氏、早速整爾農林大臣、安達謙蔵内務大臣、小山松寿農林政務次官などがいる。井上農場の農家数は後に62戸306人まで拡大していった。
商売を希望する人間に3年間地代無料で土地を貸すなどもしている。農場の主な農作物は大根、果樹、桑葉などで、見学者は6000人を超えたという。59歳だった1927年（昭和2年）には昭和天皇の勅使である海江田幸吉侍従が井上農場を見学した。

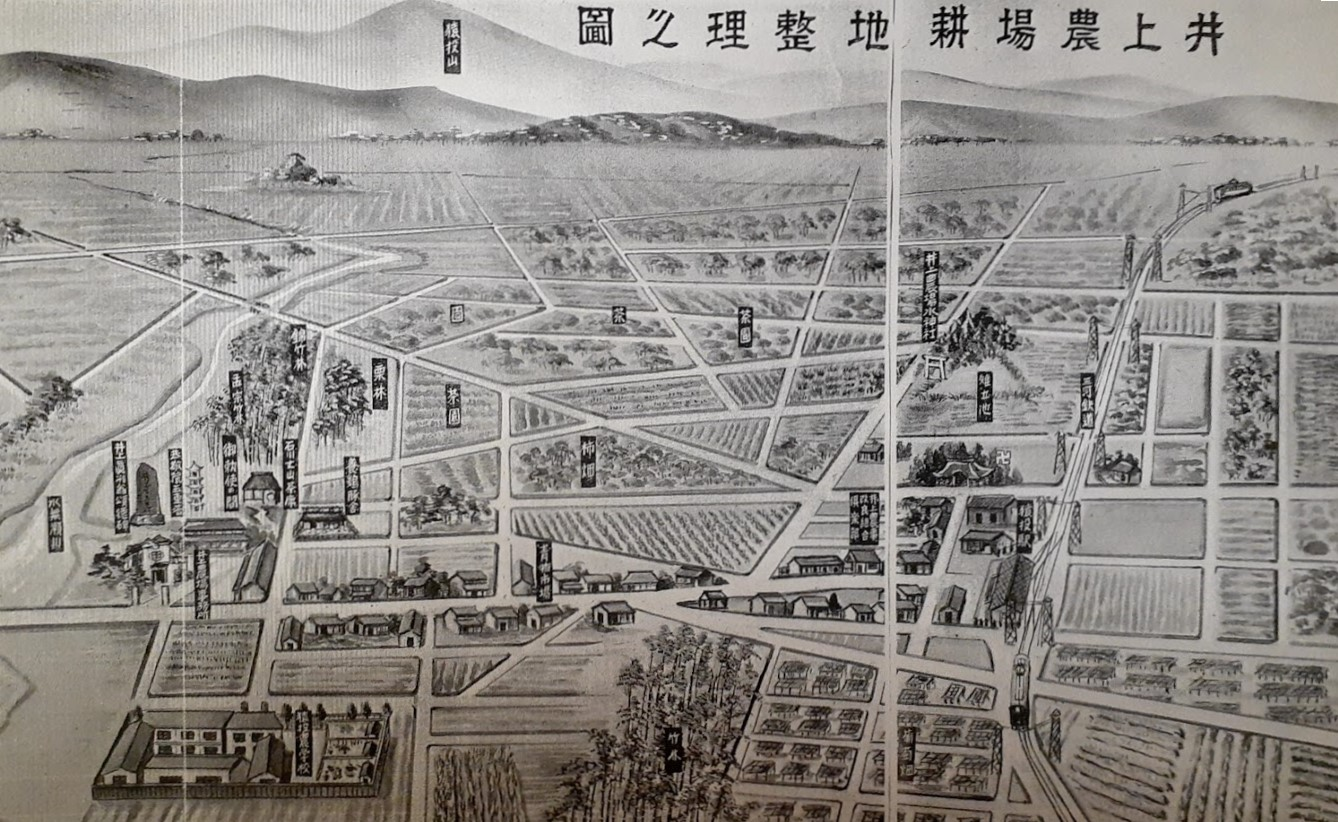
井上農場耕地整理之図（1936年）

### 地域への貢献

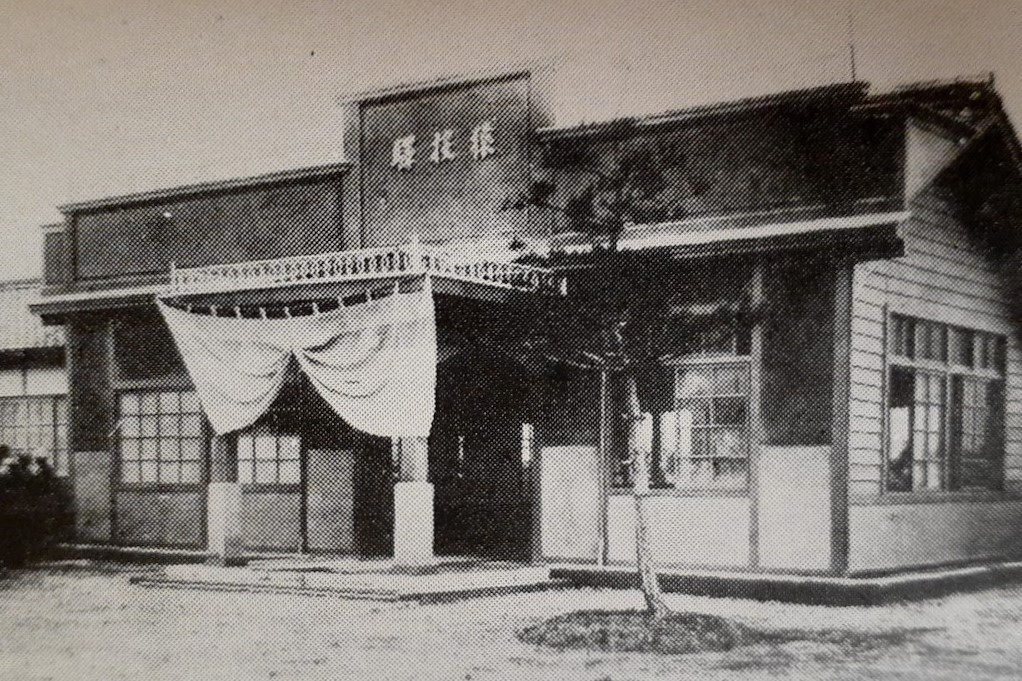
猿投駅駅舎（1932年）

「徳は事業の基なり」の信条から、井上は社会事業に多大な功績を残した。
1911年（明治44年）8月、井上徳三郎、大阪の実業家である才賀藤吉、刈谷町の衆議院議員である三浦逸平らによって申請された知挙軽便鉄道（社名は三河鉄道であり今日の名鉄三河線）の敷設免許が下付された。1914年（大正3年）に三河鉄道が部分開通した後は徐々に路線を伸ばし、1920年（大正9年）11月1日には知立駅と挙母駅間が開業した。
三河鉄道は挙母駅から北側への延伸も目指していたが、大正末期には経営難で延伸計画が頓挫しようとしていた。井上農場への交通手段の確保の意味合いもあったため、井上は三河鉄道の株式を1000株引き受けたうえで、1924年（大正13年）には三河鉄道に猿投駅の建設用地として6000坪を寄付した。同年10月31日に猿投駅が開業し、盛大な記念式が開催された。1932年（昭和7年）には猿投駅の改築のための資金も提供している。

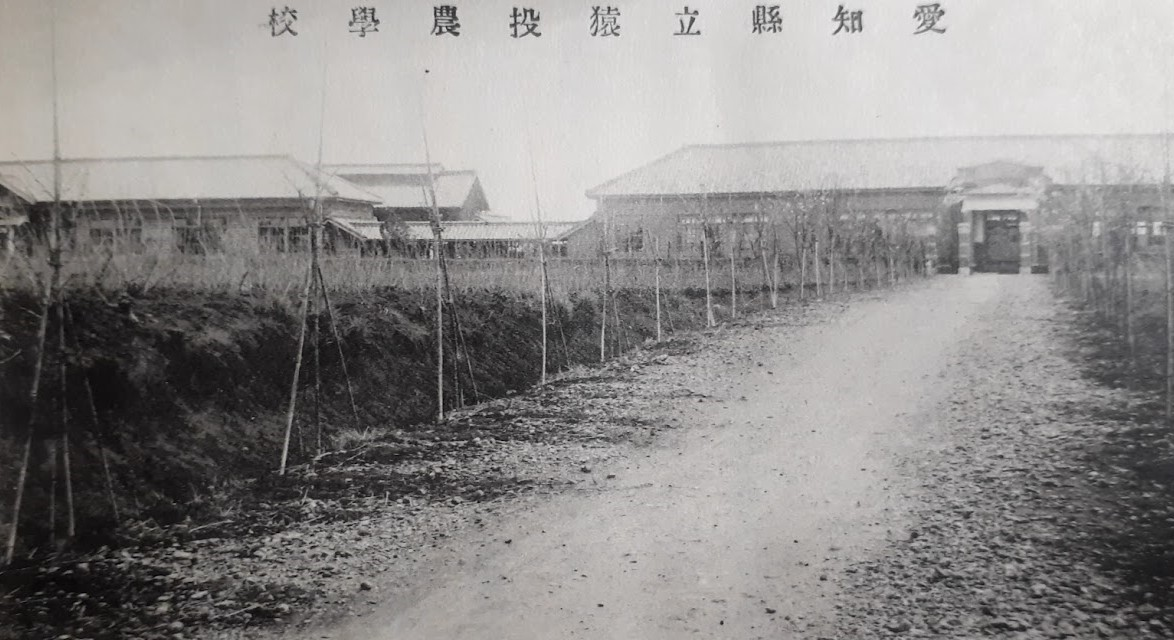
愛知県猿投農学校（1926年）

1906年（明治39年）には西加茂郡高橋村（現・豊田市）に西加茂郡立農学校（現・愛知県立猿投農林高校）が開校した。1923年（大正12年）に郡制が廃止される際には、西加茂郡から愛知県への移管が検討されたが、愛知県は学校の規模が小さい西加茂郡立農学校を県立学校にすることに難色を示した。1922年（大正11年）に井上が井上農場の土地7000坪を愛知県に提供したことで、西加茂郡立農学校は校地を猿投村に移転させ、愛知県に移管されて愛知県猿投農学校に改称した。井上は土地を提供しただけではなく、愛知県猿投農学校の校長と教頭用の住宅2戸も建設している。
1913年（大正2年）4月に名古屋市にある中京法律学校の全科修得証を受領すると、1914年（大正3年）から1924年（大正13年）まで中京法律学校の校主兼理事を務めて経営に参画した。また、20年以上も名古屋市八百屋町の町総代を務め、1935年（昭和10年）12月14日には中区長の須藤林七から表彰を受けている。

### 晩年

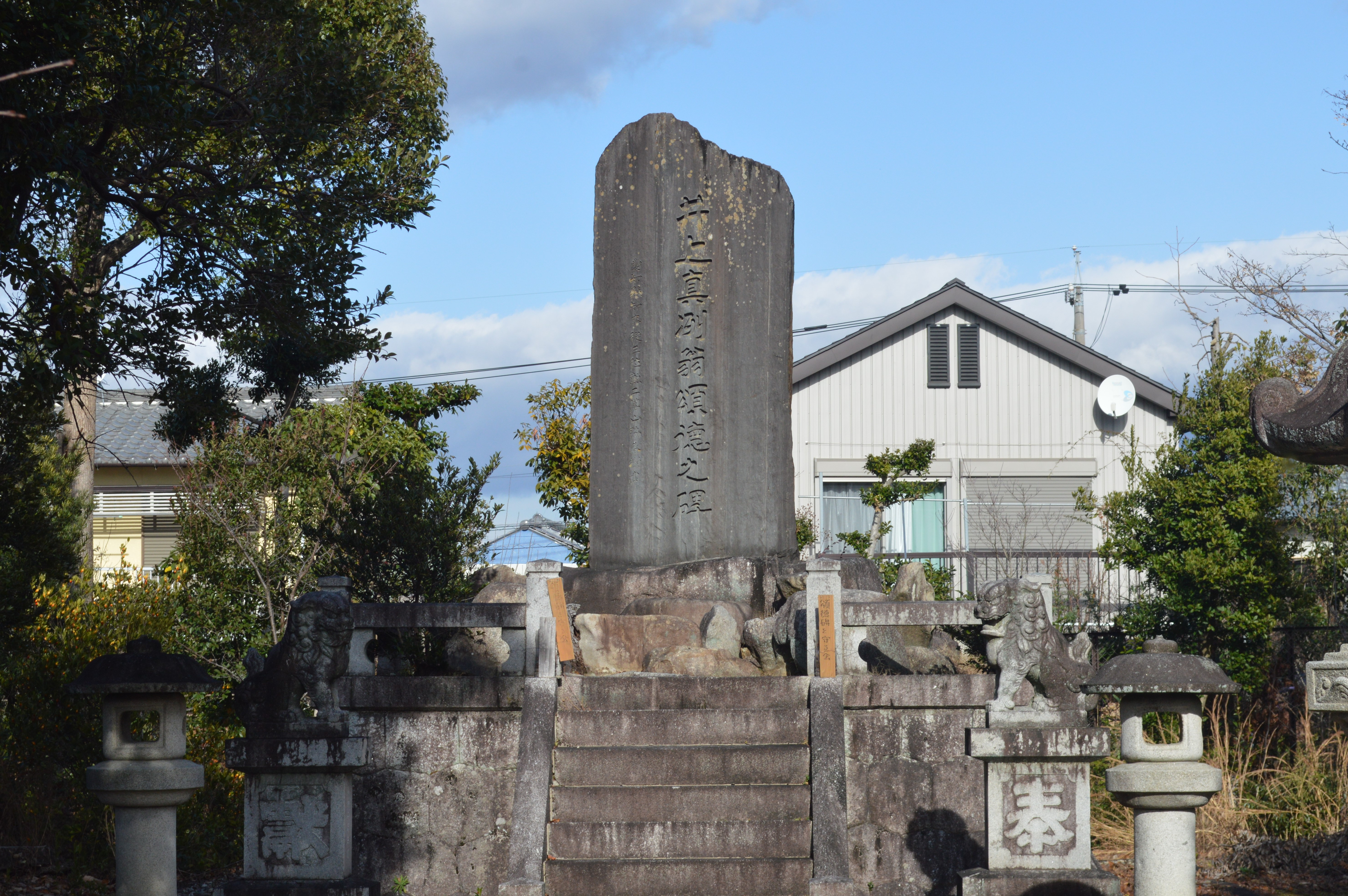
井上真冽翁頌徳碑

1923年（大正12年）、紺綬褒章を受章した。1926年（大正15年）、猿投村によって石碑「井上真冽翁頌徳碑」が建立された。真冽は井上の号である。猿投村議会が井上の功績を称え、1936年（昭和11年）には猿投村四郷字東山が猿投村四郷字井上に改称された。1936年（昭和11年）12月1日、生誕地の名古屋市中区八百屋町で死去した。

## 井上五郎
元陸軍大将の内山小二郎の四男である内山五郎は、1904年（明治37年）に東京市に生まれて東京帝国大学を卒業した。3人の兄はすべて内山小二郎と同じく軍人となったが、五郎は井上徳三郎の養嗣子（井上五郎）となって2代目井上農場主となった。このこともあり、1945年（昭和20年）2月14日、内山小二郎は疎開先の猿投村四郷で死去している。1953年（昭和28年）4月1日には猿投村が町制を施行して猿投町が発足した。1967年（昭和42年）4月1日には猿投町が豊田市に編入され、猿投町四郷字井上は豊田市井上町となった。
1974年（昭和49年）5月には井上農場開墾五十周年を記念し、井上五郎は500万円を井上自治区に寄付した。1980年（昭和55年）11月には自身の喜寿を記念し、100万円を井上自治区に寄付している。1980年（昭和55年）9月には井上家の私有地9500平方メートルを豊田市に寄付し、1984年（昭和59年）には私有地3200平方メートルを公民館用地として井上自治区へ寄付している。井上公民館が建設されたのはかつて雉立池（水神池）というため池があった場所である。これらの功績を称え、1984年（昭和59年）11月には井上公民館に「井上五郎翁之像」が建立された。

## 旧井上家住宅西洋館

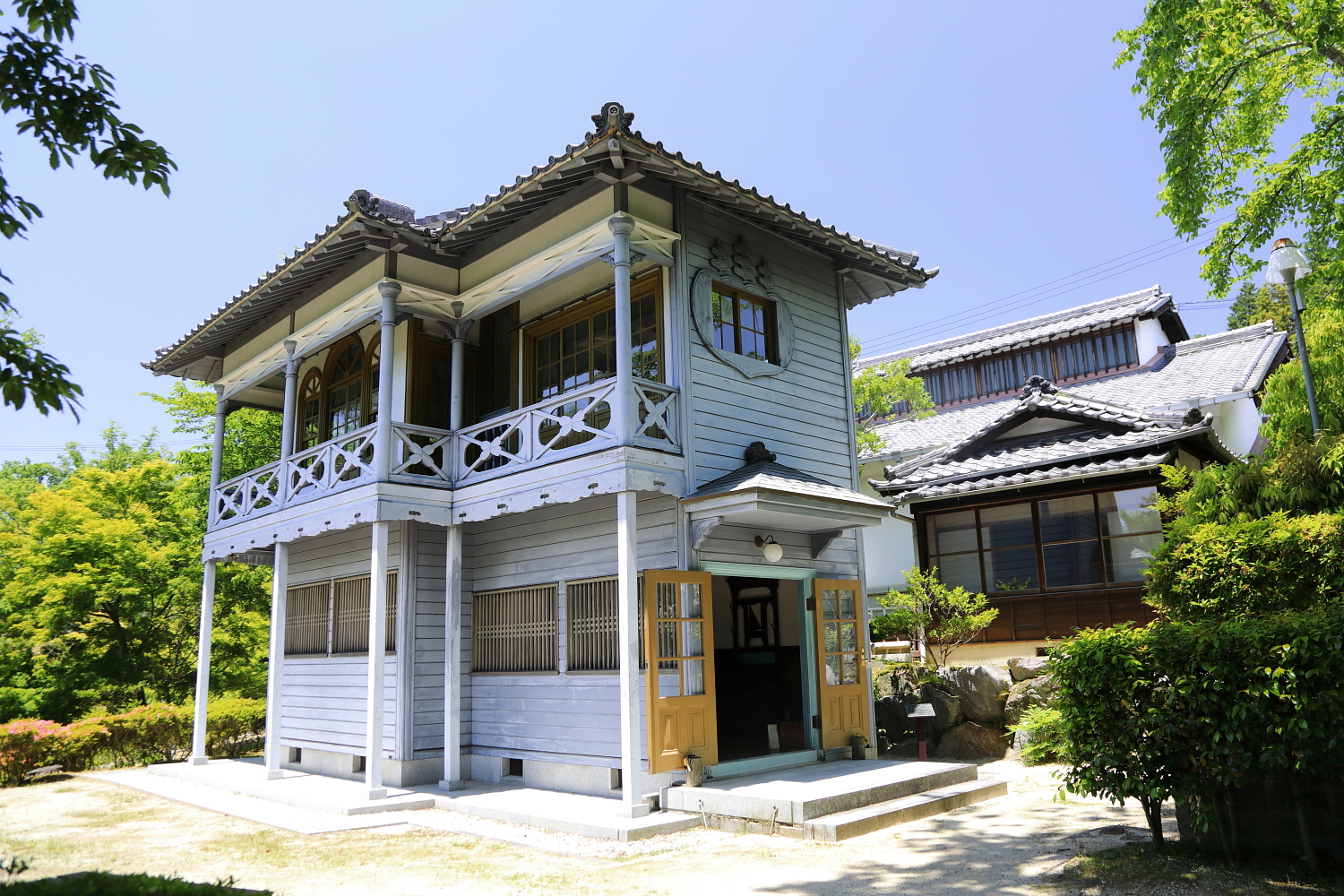
旧井上家住宅西洋館

豊田市平戸橋町の豊田市民芸館には、名古屋市で開催された博覧会の迎賓館として建設された擬洋風建築の旧井上家住宅西洋館がある。明治時代竣工の建物としては豊田市唯一の洋風建築である。

### 建物の歴史
正確な竣工年は不明だが、国立豊田工業高等専門学校の桑原稔教授は明治10年代と推定している。
1928年（昭和3年）、西加茂郡猿投村の井上農場事務所敷地内に移築され、当初は迎賓館として使用していたが、1935年（昭和10年）頃には隣接地に住宅を増築した。井上家の住宅としては1988年（昭和63年）まで使用された。
1989年（平成元年）4月、豊田市平戸橋町の豊田市民芸館敷地内に移築された。2000年（平成12年）12月に国の登録有形文化財に登録された。

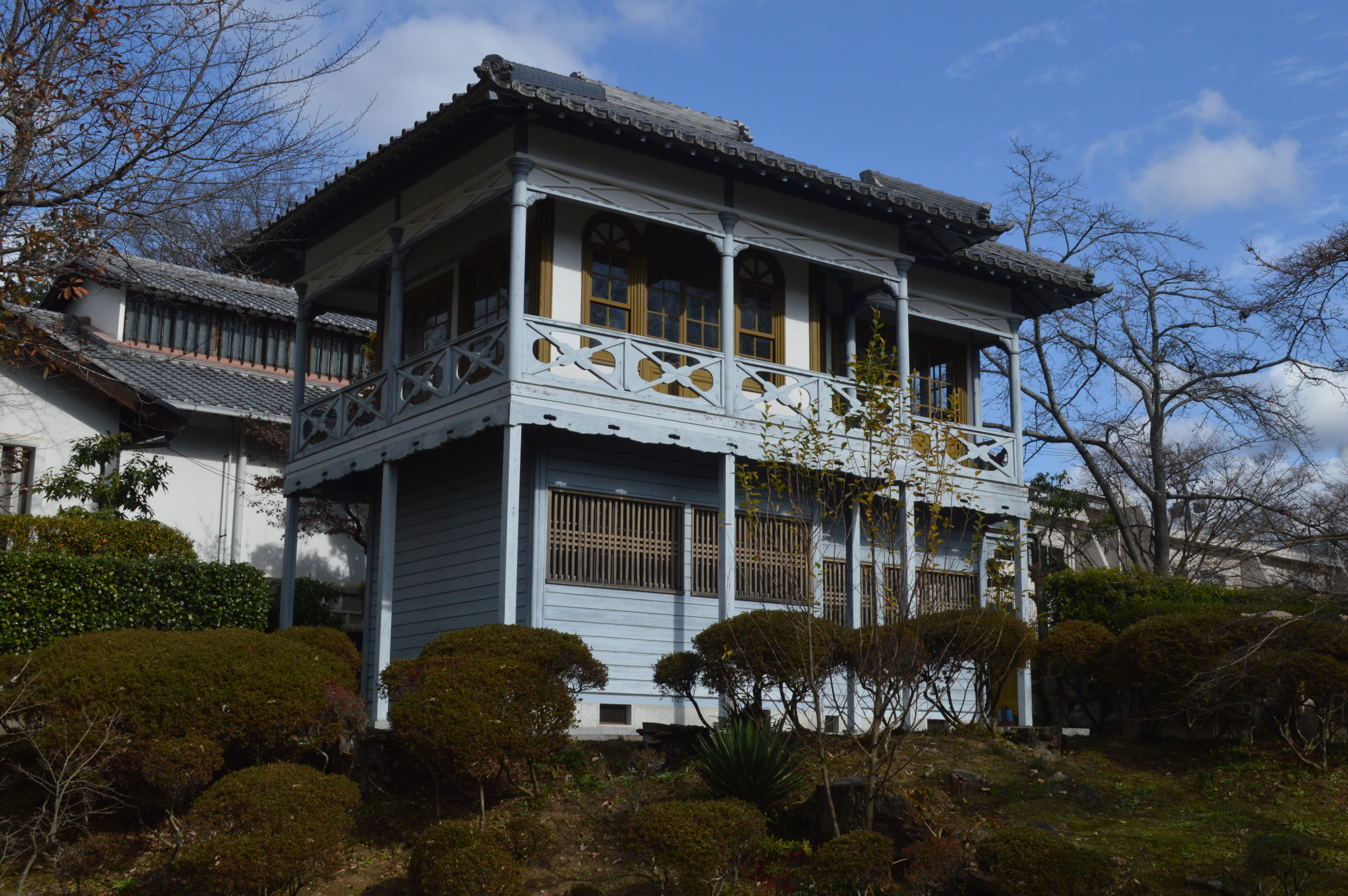
南西から見た建物
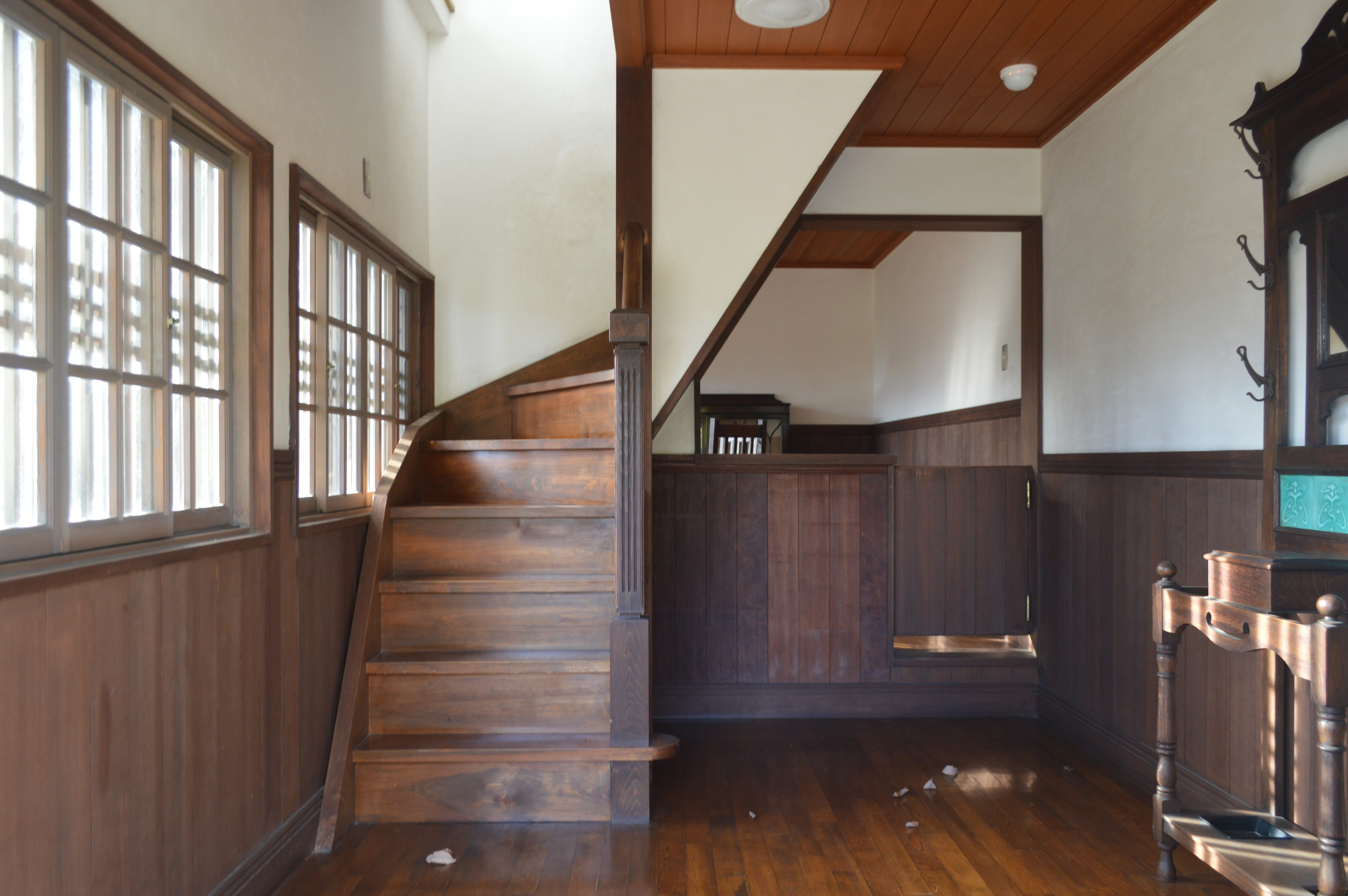
1階の客溜まり
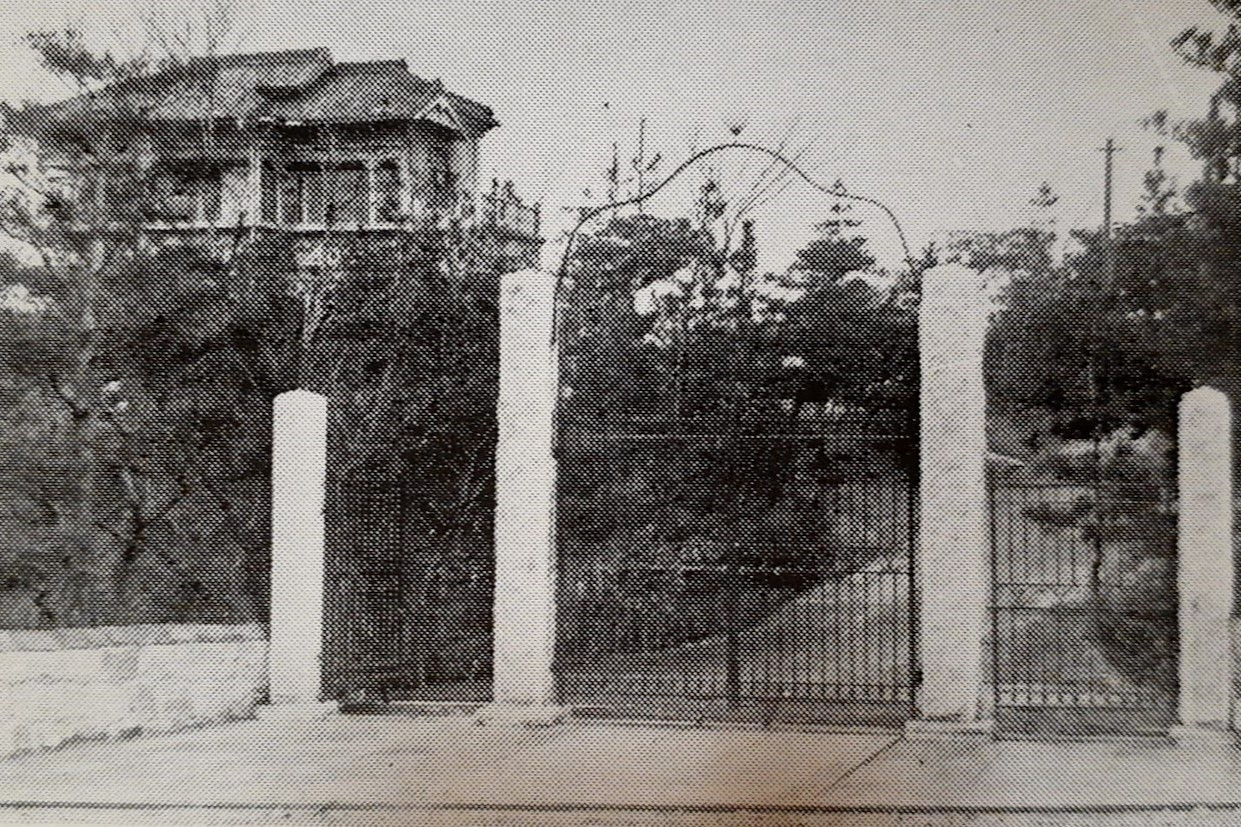
井上農場の正門と洋館（1936年）
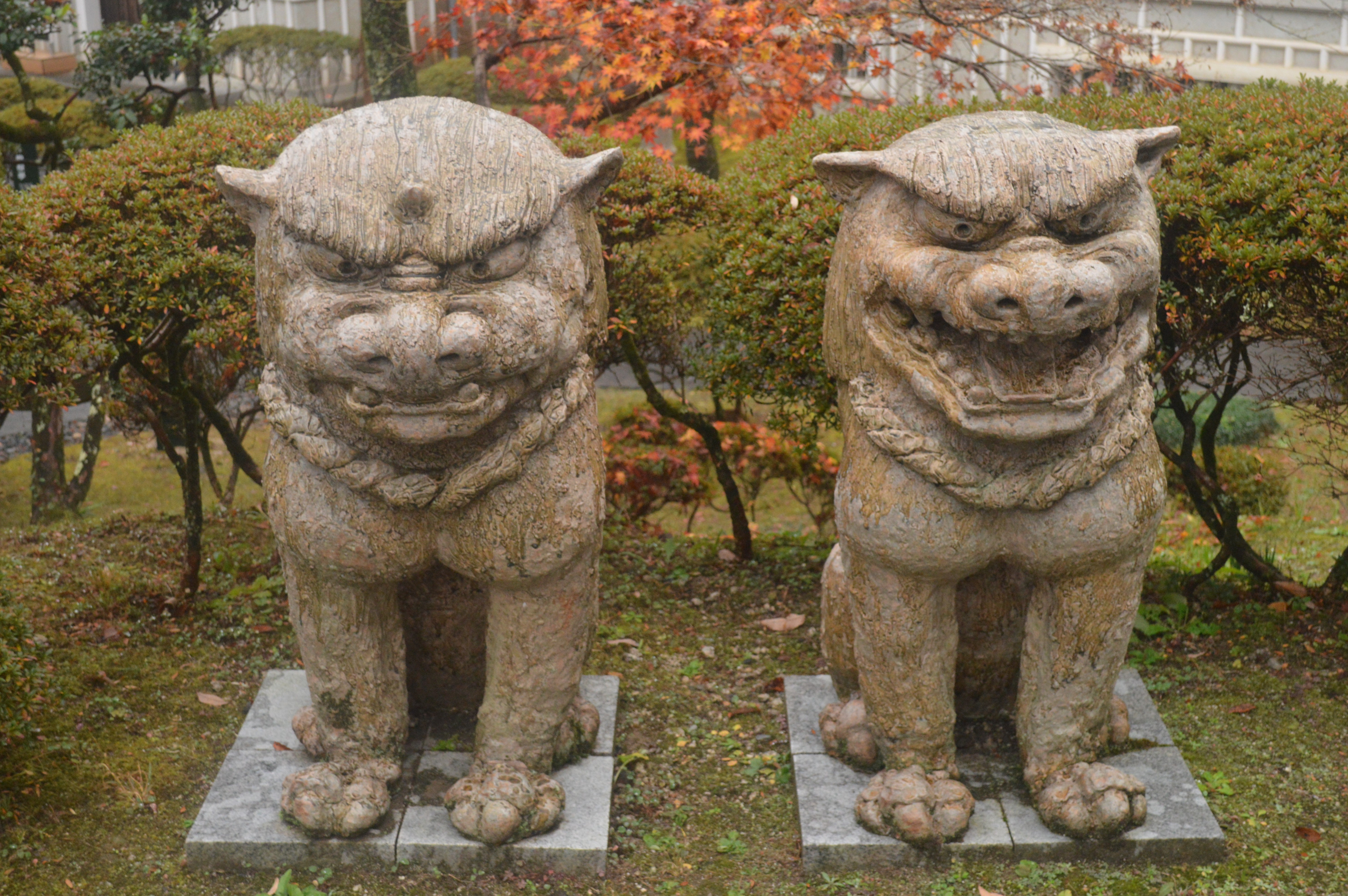
敷地内の陶製狛犬